# Райские холмы
«Райские холмы» (англ. Paradise Hills) — испанский научно-фантастический триллер режиссёра Элис Вэддингтон, ставший её дебютной полнометражной работой. Сценарий написан Брайаном Делию и Начо Вигалондо. Главные роли исполнили Эмма Робертс, Даниэль Макдональд, Аквафина, Эйса Гонсалес и Милла Йовович.
Мировая премьера «Райских холмов» состоялась на кинофестивале «Сандэнс» в январе 2019 года.

## Сюжет
Действие начинается со свадьбы Умы, девушки из обанкротившейся семьи Высших. Многочисленные гости отмечают её новый образ и поведение. Немногим позже её жених, Сон, прижимает Уму к постели, отмечая покорность девушки, которой она раньше не отличалась.
События переносятся на два месяца назад. Ума просыпается в странной комнате и понимает, что находится на острове под названием «Рай». Она пытается сбежать, но её ловит и возвращает охране другая пациентка Амарна. Девушку отводят к Герцогине, от которой она узнаёт, что «Рай» является своего рода лечебным центром для мятежных молодых женщин. В свою очередь Ума оказалась на острове из-за сопротивления принудительному замужеству. Ума хочет сбежать с острова, и Амарна неожиданно соглашается ей помочь, условившись совершить побег тем же поздним вечером. Однако ночью обе девушки засыпают, и затея срывается. 
Постепенно Ума привыкает к жизни на острове, подружившись со своими соседками по комнате, Хлоей и Ю, а также с влюблённой в неё Амарной, которая является известной певицей. Она проходит психологические сеансы с Герцогиней, рассказывая о себе, об отношениях с матерью и о своей любви к парню из Низших. Ума также подвергается терапии, где её, приковывая к сиденью в виде лошади, заставляют смотреть видеоряд, многократно рассказывающий о достоинствах её жениха. Кроме того, девушкам меняют имидж, они занимаются йогой, красятся и каждый вечер пьют на ночь молоко. Перед сном Ума пересматривает голографическое видео из кулона, подаренного ей отцом.
Спустя какое-то время Ума встречает своего возлюбленного Маркуса, прибывшего на остров под видом садовника. Он обещает спасти её и отводит в секретную комнату. С помощью пульта Маркус отключает камеру и пара занимается сексом. Это видит Амарна, которая вечером просит Уму не доверять парню и посвящает ей свою песню. На следующий день на территорию острова вторгается фанат-сталкер Амарны. Позже Амарна рассказывает Уме, что это был мужчина, пытавшийся помочь ей сбежать. Она показывает Уме лодку и предлагает ей с Маркусом спастись. Кроме того, Амарна рассказывает, что всем девушкам подмешивают в молоко снотворное. Сама Амарна покидает остров, считаясь излеченной.
Во время одного из терапевтических сеансов Уме показывают репортажи о суициде её отца, и она, требуя остановить видео, ведёт себя агрессивно и пытается сбежать. Уму помещают в одиночную камеру, где она, выпив молока со снотворным, просыпается спустя две недели. Герцогиня сообщает ей, что Ума вернётся домой уже завтра, и показывает ей видео с Амарной, которая ведёт себя и выглядит иначе. Ума не верит Герцогине и убеждает остальных девушек сбежать. Ночью Ю забирают в операционную, и девушки следуют за ними. Врачи намереваются провести финальную процедуру над Ю, но Ума и Хлоя убивают их. Они ищут выход вместе с ослабевшей Ю, которую врачи едва не убили наркозом.
Пробегая через здание, они попадают в комнату с мониторами, где размещена вся информация о каждой девушке, включая записи терапевтических сеансов. Там они понимают, что всё это время их не лечили, а изучали, собирая всю информацию. Ума узнаёт, что Маркус вместо оказания помощи ей собирал информацию о поведении возлюбленной во время секса. Девушек вновь преследует стража, и они бегут в следующую комнату, где находятся их «репликанты», женщины из Низших. С помощью множества пластических операций им придали образ пациенток и научили вести себя как более послушные версии оригиналов, заменяющих их. Ю умирает, и Уме с Хлоей приходится спасаться бегством без неё. Перед побегом Ума отдаёт своему «репликанту» кулон и говорит, что для того, чтобы стать ею, двойник должен ненавидеть Сона, ответственного за смерть отца девушки.
Ума и Хлоя попадают в сад. Отставшую Хлою атакует нечто, и Ума идёт на её крик, замечая в кустах роз безжизненные тела бывших воспитанниц пансиона, включая Амарну. Когда Ума добирается до Хлои, она видит склонившуюся над ней Герцогиню, высасывающую из девушки кровь. Герцогиня, управляя платьем из роз, собирается сделать Уму своей следующей жертвой. Однако появившийся двойник девушки отвлекает Герцогиню, и Ума закалывает женщину украденным скальпелем. Ума и её двойник собираются покинуть остров, однако девушек ищут по всей территории. Нашедший их Маркус, раскаявшись, позволяет им сбежать.
На лодке Ума знакомится со своим двойником Анной. Она из Низших и согласилась стать заменой Умы, чтобы присматривать за её младшими братьями. Анна заявляет Уме, что не может вернуться к своей прежней жизни, и поэтому девушки разрабатывают план. События вновь возвращаются к вступительной сцене, из которой выясняется, что Сон женился на двойнике Умы. Во время их свадьбы Анна находится в зале с гостями. В этот момент Ума в спальне соблазняет Сона, отмечающего её покорность, а затем убивает его. Анна поднимается в комнату и, якобы найдя тело Сона, притворно кричит о помощи. Теперь она может прожить жизнь богатой вдовы, а отомстившая за своё заточение Ума скрывается в ночи.

## В ролях
- Эмма Робертс — Ума / Анна
- Даниэль Макдональд — Хлоя
- Аквафина — Ю
- Эйса Гонсалес — Амарна
- Милла Йовович — герцогиня
- Джереми Ирвин — Маркус
- Арно Валуа — Сон
- Даниэль Хорват — фаворит

## Производство

### Разработка и кастинг
В ноябре 2017 года было объявлено о проекте под названием «Райские холмы», режиссёром которого была назначена Элис Вэддингтон. Сценарий совместно написали Начо Вигалондо и Брайан Делию. За продюсирование фильма взялись Адриан Герра и Нурия Вол при поддержке их компании Nostromo Pictures. 
В ноябре 2017 года Эмма Робертс и Даниэль Макдональд вошли в актёрский состав фильма. В марте 2018 года в проект была добавлена Эйса Гонсалес. В апреле 2018 года к фильму присоединились Милла Йовович, Джереми Ирвин и Аквафина.

### Локации и съёмки
Поиск подходящих локаций проходил в современных районах Барселоны, а именно в Садах Святой Клотильды (Льорет-де-Мар), джунглях Канарских островов и ботанических садах. В итоге основным местом съёмок было выбрано испанское побережье Средиземного моря со скалами «цвета охры с буйной растительностью», которые Элис Вэддингтон в шутку сравнивала с Олимпом. 
Съёмочный процесс начался в апреле 2018 года. Съёмки проходили в городе Гальдар, расположенном на Канарских островах. Фильм также снимался в пригородах Барселоны: на бывшем цементном заводе La Fabrica в Сан-Жуст-Десверне, переделанного в фирму Ricardo Bofill Taller de Arquitectura, и в жилом комплексе скульптора Хавьера Корберо в Эсплугес-де-Льобрегате. Работа над фильмом была завершена в конце мая 2018 года.

### Дизайн
При создании визуального ряда на дизайнеров оказало влияние работы художников прошлого века — палеофутуристический стиль Сида Мида и комиксы Моры Гименез Dani Futuro. Команда вдохновлялась компьютерной игрой Portal с готическим намёком на фильм «Космическая одиссея 2001 года», а также изучала комиксы манги из коллекции CLAMP, такие как For Your Eyes Only, Clover и Xxx Holic. 

«При работе над светом нас воодушевляли вечерние тропические пейзажи Фредерика Эдвина Чёрча 1950-х, романтические морские виды Ханса Фредрика Гуде, лиловые и зелёные оттенки на картинах Эйвинда Эрла и дневные интерьеры Карла Вильгельма Холсё». — Элис Вэддингтон, режиссёр
Для оформления цветовой палитры фильма применялись холодные оттенки и «гротескный» розовый цвет. Дизайнеры опирались на такие киноленты 1940-х годов, как «Красные башмачки» и «Безумства Зигфелда».
Для героини Герцогини были созданы костюмы в стиле XVIII века. При разработке её образа костюмеры вдохновлялись фильмами «Красавица и Чудовище», «Моя прекрасная леди» и «Контракт рисовальщика». Ориентиром для создания костюмов также стало творчество таких дизайнеров, как Александр Маккуин, Вивьен Вествуд и Ирис ван Херпен.

## Релиз
Мировая премьера «Райских холмов» состоялась на кинофестивале «Сандэнс» в январе 2019 года. В Испании фильм вышел 11 октября 2019 года, в Румынии и США — 25 октября 2019 года, в Португалии, России и Украине — 7 ноября 2019 года, в Италии — 1 октября 2020 года.

## Критика
Фильм получил смешанные и положительные оценки критиков, набрав 67 % на сайте Rotten Tomatoes со средним баллом 6,3 из 10. На Metacritic фильм получил 49 баллов из 100, что указывает на «смешанные или средние отзывы».
В основном положительных оценок кинокартина была удостоена за декорации, костюмы и феминистский подход. Лесли Фелперин из The Hollywood Reporter в целом смешанно оценила работу Вэддингтон из-за «неуклюжих» диалогов и сюжетных дыр, однако положительно отозвалась о дизайне: «Невозможно передать словами поистине роскошные декорации и костюмы, представленные здесь, которые настолько ослепительны, замысловаты и причудливы, что служат полезным отвлечением». Луиза Мур из Screen Zealots писала, что «иногда фильм кажется беспорядочным, но он так хорошо сделан и в нём столько интересного, что было бы преступлением не аплодировать усилиям создателей». Карлос Эгилар из TheWrap обратил внимание на важную мысль картины: «Бросая вызов рамкам повествования, фильм превращает устаревшие архетипы в личности, обладающих свободой воли. […] Принцессам не нужен рыцарь, чтобы сбежать из тюрем; они сами могут взорвать их».